# 都並清史
都並 清史（つなみ きよし、1959年3月4日 - ）は、日本の実業家、ジャズ評論家、ミュージシャン。株式会社東京機械製作所代表取締役社長。実業家でありながら、音楽家でもあり、ビブラストーンの元メンバーとしてトランペット奏者として活躍。実弟は、サッカー元日本代表の都並敏史。

## 人物・経歴
1959年3月4日生まれ。東京都出身。中学2年の時にモダン・ジャズに興味を持ち、トランペットを始める。
1982年3月、立教大学文学部卒業。大学時代は、立教大学ニュー・スウィンギン・ハード・オーケストラに所属し、ヤマノ・ビッグバンド・ジャズ・コンテストで敢闘賞（1978年）、最優秀賞および優秀ソリスト賞受賞（1980年）を受賞。
1982年4月、株式会社東京機械製作所入社。
2011年1月、同社営業部長、2014年7月、第一事業部国内販売グループ部長。
2016年4月、同社執行役員国内事業部長、2020年6月、同社取締役常務執行役員。
2021年4月、同社代表取締役社長に就任。
ミュージシャン、ライターとして
近田春夫のヒップホップのバンドの『ビブラストーン』のメンバー（ビブラホーンズ）としてトランペット奏者（トランぺッター）で活躍。その後、ジャズ・ライターとしても『スイング・ジャーナル』誌などに出稿するなど健筆を揮った。